# Чемпионат Европы по мини-футболу
Чемпионат Европы по мини-футболу (англ. UEFA Futsal Championship) — главное соревнование национальных сборных по мини-футболу, проводимое под эгидой УЕФА. Впервые турнир был проведён в 1996 году, и, начиная с 1999 года, проходил каждые 2 года, а с 2018 года, проходит каждые 4 года. Самой успешной является испанская сборная, пока выигрывавшая медали на всех первенствах.

## История
В 1990-е годы мини-футбол начал приобретать всё большую популярность в Европе, что сподвигнуло УЕФА на проведение в январе 1996 года первого пробного чемпионата Европы, который прошёл в испанской Кордове. Победу в нём праздновали хозяева, обыгравшие сборную России. В 1996 году на очередном Чемпионате мира по мини-футболу сразу три европейские сборные пробились в полуфиналы. Результатом этого успеха европейского мини-футбола стало решение УЕФА об организации полноценного первенства континента. Турнир прошёл в 1999 году, и на этот раз победу в праздновала российская команда, в которой в те годы блистал Константин Ерёменко. Именно его забитый пенальти поставил точку в полном драматизме матча, где ни основное время, ни дополнительное не сумели выявить победителя. Чемпионат 2001 года, проходивший в Москве вновь подарил зрителям российско-испанское противостояние, но на этот раз на полуфинальной стадии. Победу одержали испанцы, которые чуть позже в противостоянии с украинцами вновь стали сильнейшей командой Европы. Российская же команда стала обладателем бронзовых наград. В 2003 году турнир принимали итальянцы, они же и стали его победителями, обыграв вновь пробившихся в финал украинцев. Следующее первенство континента принимала Чехия, и испанцы вернули себе титул сильнейших в классическом финале против сборной России. Два года спустя они защитили титул в матче против итальянцев, а россияне вновь стали призёрами, на этот раз бронзовыми. В 2010 году испанцы в третий раз подряд выиграли континентальное первенство, победив в финале португальцев. Бронзу же забрали чехи, обыгравшие в напряжённой игре азербайджанцев. Гегемонию испанцев смогли прервать лишь в 2014 году — россияне остановили их в упорнейшем полуфинальном противостоянии, уступив затем в финале Италии. Однако 2 года спустя, в Белграде, испанцы взяли убедительный реванш у России в финале турнира со счетом 7-3 и обновли рекорд по количеству титулов — теперь они 7-кратные чемпионы Европы. Россия же третий раз подряд и пятый в истории остановилась в шаге от золота.
Два года спустя, в Словении, испанцы снова пробились в финал Евро, но потерпели поражение от сборной Португалии во главе с Рикардиньо со счётом 3-2 в дополнительное время. Тем самым, португальцы впервые стали чемпионами Европы, отомстив испанцам за поражение в финале 2010 года, а также четвёртой командой, которая этот турнир выигрывала. Россияне же, в тяжелейшем матче матче за бронзу, обыграли сборную Казахстана 1-0.

## Результаты
| Год              | Место проведения                 | Финальная игра | Финальная игра        | Финальная игра | Матч за 3-е место | Матч за 3-е место  | Матч за 3-е место  | Матч за 3-е место |
| Год              | Место проведения                 | Чемпион        | Счет                  | Вице-чемпион   | 3-е место         | Счет               | Счет               | 4-е место         |
| ---------------- | -------------------------------- | -------------- | --------------------- | -------------- | ----------------- | ------------------ | ------------------ | ----------------- |
| 1996 Подробности | Кордова, Испания                 | Испания        | 5:3                   | Россия         | Бельгия           | 3:2                | 3:2                | Италия            |
| 1999 Подробности | Гранада, Испания                 | Россия         | 3:3 (4:2) по пенальти | Испания        | Италия            | 3:0                | 3:0                | Нидерланды        |
| 2001 Подробности | Москва, Россия                   | Испания        | 2:1                   | Украина        | Россия            | 2:1                | 2:1                | Италия            |
| 2003 Подробности | Аверса/Казерта, Италия           | Италия         | 1:0                   | Украина        | Испания           | Матч не проводился | Матч не проводился | Чехия             |
| 2005 Подробности | Острава, Чехия                   | Испания        | 2:1                   | Россия         | Италия            | 3:1                | 3:1                | Украина           |
| 2007 Подробности | Гондомар/Санту-Тирсу, Португалия | Испания        | 3:1                   | Италия         | Россия            | 3:2                | 3:2                | Португалия        |
| 2010 Подробности | Будапешт/Дебрецен, Венгрия       | Испания        | 4:2                   | Португалия     | Чехия             | 5:3                | 5:3                | Азербайджан       |
| 2012 Подробности | Загреб/Сплит, Хорватия           | Испания        | 3:1 (доп. вр.)        | Россия         | Италия            | 3:1                | 3:1                | Хорватия          |
| 2014 Подробности | Антверпен, Бельгия               | Италия         | 3:1                   | Россия         | Испания           | 8:4                | 8:4                | Португалия        |
| 2016 Подробности | Белград, Сербия                  | Испания        | 7:3                   | Россия         | Казахстан         | 5:2                | 5:2                | Сербия            |
| 2018 Подробности | Любляна, Словения                | Португалия     | 3:2 (доп. вр.)        | Испания        | Россия            | 1:0                | 1:0                | Казахстан         |
| 2022 Подробности | Амстердам/Гронинген, Нидерланды  | Португалия     | 4:2                   | Россия         | Испания           | 4:1                | 4:1                | Украина           |

## Результаты по странам
| М | Команда     | Победитель                                   | Финалист                               | Третье место         | Четвёртое место |
| - | ----------- | -------------------------------------------- | -------------------------------------- | -------------------- | --------------- |
| 1 | Испания     | 7 (1996, 2001, 2005, 2007, 2010, 2012, 2016) | 2 (1999, 2018)                         | 3 (2003, 2014, 2022) |                 |
| 2 | Италия      | 2 (2003, 2014)                               | 1 (2007)                               | 3 (1999, 2005, 2012) | 2 (1996, 2001)  |
| 3 | Португалия  | 2 (2018, 2022)                               | 1 (2010)                               |                      | 2 (2007, 2014)  |
| 4 | Россия      | 1 (1999)                                     | 6 (1996, 2005, 2012, 2014, 2016, 2022) | 3 (2001, 2007, 2018) |                 |
| 5 | Украина     |                                              | 2 (2001, 2003)                         |                      | 2 (2005, 2022)  |
| 6 | Чехия       |                                              |                                        | 2 (2003, 2010)       |                 |
| 7 | Казахстан   |                                              |                                        | 1 (2016)             | 1 (2018)        |
| 8 | Бельгия     |                                              |                                        | 1 (1996)             |                 |
| 9 | Нидерланды  |                                              |                                        |                      | 1 (1999)        |
| 9 | Азербайджан |                                              |                                        |                      | 1 (2010)        |
| 9 | Хорватия    |                                              |                                        |                      | 1 (2012)        |
| 9 | Сербия      |                                              |                                        |                      | 1 (2016)        |